# Franz Andrysek
Franz Andrysek   (Viena, 8 de febrer de 1906 - Viena, 9 de febrer de 1981) fou un aixecador austríac que va competir durant la dècada de 1920 i 1930.
El 1924 va prendre part en els Jocs Olímpics de París, on disputà la prova del pes ploma, per a aixecadors amb un pes inferior a 60 kg, del programa d'halterofília. En ella fou divuitè. Quatre anys més tard, als Jocs d'Amsterdam, guanyà la medalla d'or en la prova del pes ploma del programa d'halterofília.
En el seu palmarès també destaca el Campionat d'Europa d'halterofília del pes ploma de 1929 i la medalla de bronze en el de 1934.